# 마르크 슬라빈

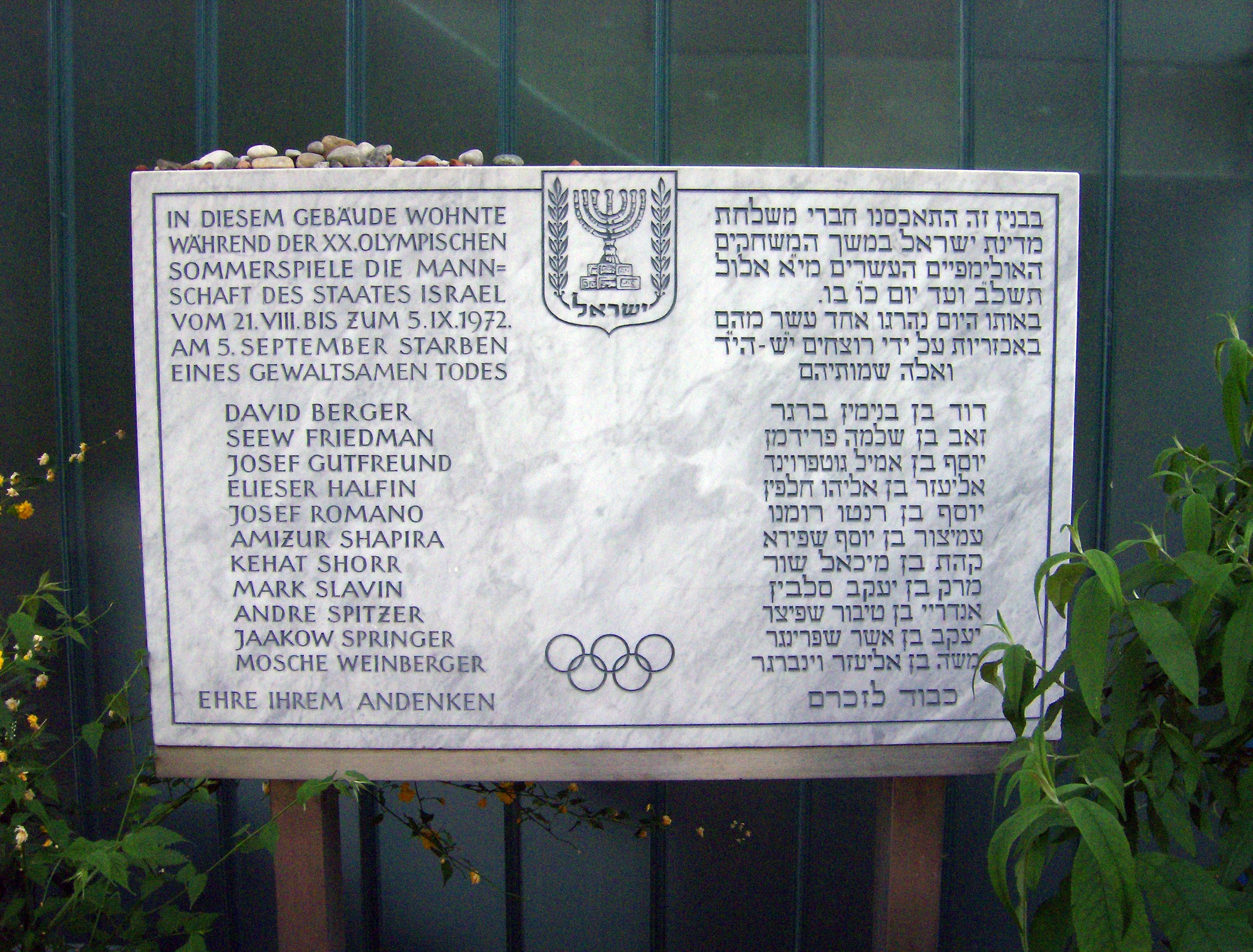
뮌헨에 있는 뮌헨 올림픽 참사 추모 명판

마르크 슬라빈(히브리어: ‏מרק סלבין, 러시아어: Марк Яковлевич Славин 마크르 야코블레비치 슬라빈[*], 1954년 1월 31일 ~ 1972년 9월 6일)은 이스라엘의 레슬링 선수이다.
소련의 구성국인 벨로루시 소비에트 사회주의 공화국 민스크에서 태어났으며, 반유대주의 공격에 맞서기 위해 레슬링을 배우기 시작하였다. 이후 재능있는 레슬링 선수로 주목받게 되었으며, 1971년 소련의 그레코로만형 레슬링 미들급 주니어 선수권 대회에서 우승을 차지하였다. 그 뒤 1972년 하계 올림픽을 4개월 앞둔 시점에서 이스라엘로 건너가 하포엘 텔아비브에 합류했으며, 1972년 하계 올림픽 당시 이스라엘 레슬링 국가대표팀 중 가장 어린 나이인 만 18세의 나이에 일원으로 참가하였다.
1972년 9월 5일 새벽 4시경에 팔레스타인의 무장 테러 단체인 검은 9월단 단원 8명이 뮌헨에 위치한 올림픽 선수촌에서 이스라엘 코치와 심판이 묵고 있던 숙소로 침입했으며, 이윽고 괴한들이 레슬링 코치 모셰 바인베르그에게 총상을 입힌 뒤 인질로 붙잡아 선수단이 머무는 곳으로 안내하라고 협박하였다. 그리고 바인베르그는 슬라빈 등 레슬링과 역도 선수들이 묵고 있던 숙소로 왔으며, 이 과정에서 슬라빈을 포함해 레슬링 선수 엘리에제르 할핀, 가드 초바리, 역도 선수 요세프 로마노, 다비드 베르게르, 제브 프리드만 등 6명이 인질로 붙잡혔다.
이후 괴한들이 인질로 붙잡힌 선수들을 끌고 오는 사이 바인베르그가 괴한 중 한 명인 모하메드 사파디를 공격해 기절시켰으며, 이로 인해 인질로 붙잡혔던 초바리는 지하 주차장 쪽으로 도망쳐 탈출에 성공하였다. 하지만 슬라빈 등 나머지 선수들은 기존에 인질로 붙잡혔던 요세프 구트프로인드 등과 함께 숙소 내에 감금되었으며, 21시간 후인 9월 6일에 괴한들은 이집트로 탈출하기 위해 인질들을 데리고 퓌어스텐펠트브루크에 위치한 공군 기지로 향했다. 이에 서독 당국은 미리 그곳에 경찰관들을 잠복시켜 괴한들을 사살하고 인질들을 구출하는 작전을 계획했으나, 괴한들 중 일부가 살아남아 작전이 실패하여 총격전이 벌어진 와중 그는 헬리콥터에 타고 있던 다른 8명의 인질들과 함께 기관총을 맞고 사망하였다.
사망 이후 국제 아마추어 레슬링 연맹 측에서 엘리에제르 할핀, 모셰 바인베르그, 요세프 구트프로인드와 함께 금메달을 추서하였으며, 뮌헨 올림픽 스타디움에서 희생자들을 기리기 위한 추도식이 거행되었다.

## 같이 보기
- 뮌헨 올림픽 참사